# 石原孝尚
石原 孝尚（いしはら たかよし、1977年4月8日 - ）は、愛知県春日井市出身のサッカー指導者。現在はサッカーの指導の他、自身がチームビルディングの際に大切にしてきたことを「Happy First ~ひとりひとりを大切にすること~」と定義し、自治体、企業、学校等、様々な組織で講演活動を行っている。ひとりひとりが「自分らしさ」を叶えることの大切さ、そして「NAKAMA」（仲間）の大切さを日本だけでなく世界に発信している。

## 略歴
2000年、金沢大学教育学部卒業
2003年、筑波大学大学院体育研究科修士課程修了。
同年、前橋育英高校サッカー部コーチ
元日本代表細貝萌・田中亜土夢らを指導。
2005年、帝京高校教諭兼サッカー部コーチ
専任教諭として日ハム杉谷拳士・阪神原口文仁、サッカー部コーチとして清水エスパルスの大久保択生・名古屋グランパスエイトの稲垣祥など多くのプロ選手や、新宿歌舞伎町ホストで起業家のROLANDらを指導。
2009年吉備国際大学社会科学部スポーツ社会学科助教兼サッカー部コーチを務める。
2011年、吉備国際大学サッカー部監督に就任する。
2012年、INAC神戸レオネッサのヘッドコーチ兼U-18監督を務める。
2013年、監督に就任。この年には、国内大会の三冠独占（リーグ・リーグ杯・皇后杯）に加えて、国際女子サッカークラブ選手権を制し、史上初の四冠を達成した。
2014年、1月にINAC神戸を契約満了により退団、アメリカのプロリーグ・NWSLのスカイ・ブルーFCのジム・ガバラ監督からオファーを受けてアシスタントコーチに就任。元アメリカ代表キャプテンChristie Ramponeらを指導。
2016年、1月に浦和レッドダイヤモンズ・レディースコーチに就任。
2017年、監督に昇格。
2018年、10月9日付で契約解除
2019年、Melbourne City FC Ladiesのコーチを務める、
同年、株式会社Brilliant Future Consulting設立。
　岡山県高梁市の未来戦略アドバイザー、企業や組織のアドバイザー・講演・研修を行う。
　オンラインコミュニティHappy First School / Happy First Collegeを主宰
2023年、湘南ベルマーレU-15ガールズ監督に就任。

## 学位・保有資格
- 体育学修士
- 日本サッカー協会公認 S級ライセンス
- 教員免許専修免許

## 指導歴
- 2003年 前橋育英高等学校 コーチ
- 2005年 帝京高等学校 コーチ
- 2009年 - 2011年 吉備国際大学
  - 2009年 - 2010年 コーチ
  - 2011年 監督
- 2012年 - 2013年 INAC神戸レオネッサ
  - 2012年 ヘッドコーチ兼U-18監督
  - 2013年 監督
- 2014年 - 2015年 スカイ・ブルーFC アシスタントコーチ
- 2016年 - 2017年 浦和レッドダイヤモンズ・レディース
  - 2016年 コーチ
  - 2017年 - 監督
- 2018年 Melbourne City FC Ladiesコーチ
- 2023年　湘南ベルマーレU-15ガールズ監督

## 獲得タイトル
- INAC神戸レオネッサ
  - なでしこリーグ：1回（2013年）
  - 皇后杯全日本女子サッカー選手権大会：1回（2013年）
  - なでしこリーグカップ: 1回（2013年）
  - 国際女子サッカークラブ選手権：1回（2013年）

- 個人
  - なでしこリーグ優勝監督賞：1回（2013年）

## 著書
- 「足りなくてありがとう　〜Happy Firstで叶える最高のチーム作り〜」　（HappyFirst出版、2023年）ISBN978-4991300608
- Kindle版「足りなくてありがとう」（HappyFirst出版、2023年）